# Elecciones parlamentarias de Cabo Verde de 1985
Las elecciones parlamentarias de Cabo Verde de 1985 tuvieron lugar el sábado 7 de diciembre del mencionado año con el objetivo de renovar la Asamblea Nacional Popular para su tercera legislatura, que ejercería sus funciones por el período 1986-1991. Fueron las segundas elecciones realizadas desde la independencia de la República de Cabo Verde en 1975, así como las terceras desde la instauración del sufragio universal. Bajo la constitución entonces vigente, sancionada en 1980, Cabo Verde era un estado socialista de partido único, con el Partido Africano de la Independencia de Cabo Verde (PAICV) como único partido legal. Fueron los últimos comicios caboverdianos antes del advenimiento de la democracia multipartidista.
El sistema empleado para las elecciones parlamentarias de la época era la presentación de una lista única por plebiscito. A los electores de cada una de las veintidós circunscripciones en las que se dividía el país se les presentaría una lista de candidatos del PAICV para la cantidad de diputaciones a cubrir, teniendo la opción de votar a favor de la lista o en contra de ella. Si la lista no alcanzaba más de la mitad de los votos válidos, se la consideraría rechazada y el partido tendría la obligación de presentar nuevos candidatos.
Al momento de las elecciones, el país enfrentaba una fuerte apatía política por parte de un amplio sector de la población. Los comicios siguieron a la reorganización del régimen tras la ruptura con Guinea-Bisáu a fines de 1980, la separación del PAICV del PAIGC bisauguineano en 1981 y el inicio de una reforma agraria que culminó con una dura represión en la isla de Santo Antão. Ante esta situación, el régimen implementó una serie de pequeñas reformas, tolerando un limitado nivel de competitividad dentro del partido para la selección de candidatos en los comités locales antes de la proclamación de la lista única. Esto facilitó que el abogado independiente Carlos Veiga fuera electo diputado por Praia, aunque no hubo más candidatos por fuera del partido y más de dos quintos de los postulantes eran diputados en ejercicio.
Las listas fueron aprobadas en su totalidad con el 94,87% de los votos válidamente emitidos, pero la participación electoral decayó considerablemente, a un 68,87% del electorado en comparación con el 75,77% de los comicios anteriores. El 13 de enero de 1986, la nueva Asamblea tomó posesión de su cargo y reeligió a Aristides Pereira como presidente de la República y a Pedro Pires como primer ministro. El agotamiento progresivo del régimen de partido único, junto con el final de la Guerra Fría, llevó a que cuatro años más tarde comenzara la transición a la democracia en el país.

## Reglas electorales

### Sistema electoral
De acuerdo con la constitución caboverdiana de 1980 y las reformas aplicadas a principios de 1981, todos los ciudadanos de Cabo Verde mayores de 18 años tendrían derecho a voto. Quedarían inhabilitadas para votar las personas que hubieran perdido el derecho por decisión judicial, las que estuvieran bajo tutela especial, las detenidas, las sordomudas o aquellas declaradas mentalmente insanas. Los registros de votantes eran realizados en el nivel de cada circunscripción electoral, y el voto no era obligatorio.
Todos los ciudadanos con derecho a voto tendrían también derecho a presentarse como candidatos parlamentarios. Antes de las elecciones, el Partido Africano de la Independencia de Cabo Verde (PAICV), única formación política legal del país, debía organizar reuniones de electores en cada distrito por medio de Comités Locales de participación política en fábricas, oficinas y demás lugares de trabajo con miras a la recopilación de una lista única final de candidatos. Aunque la mayoría de los candidatos pertenecerían al partido, por primera vez desde la independencia el gobierno abrió la posibilidad de que fueran figuras independientes pudieran postular su candidatura.
En cada una de las veintidós circunscripciones en las que se dividía el territorio nacional habría un diputado por cada 2.000 habitantes, siendo el número mínimo de escaños a cubrir dos. La lista única de candidatos presentada por el partido único tendría tantos nombres como puestos por cubrir, más los candidatos suplentes. Para ser elegidos, los candidatos de la lista debían obtener más de la mitad de los votos válidamente emitidos y, en caso de que la lista fuera rechazada, el partido tendría la obligación de presentar una nueva lista en un plazo determinado. Los candidatos suplentes de la lista ocuparían los cargos en caso de producirse una vacancia antes de las siguientes elecciones.

### Cargos por circunscripción
| Isla        | Circunscripción                                      | Diputados |
| ----------- | ---------------------------------------------------- | --------- |
| Boavista    | João Baptista/Santa Isabel                           | 2         |
| Brava       | São João Baptista/Nossa Senhora do Monte             | 2         |
| Fogo        | Nossa Senhora da Conceição/Santa Catarina            | 4         |
| Fogo        | São Lourenço                                         | 2         |
| Fogo        | Nossa Senhora da Ajuda                               | 2         |
| Maio        | Nossa Senhora da Luz                                 | 2         |
| Sal         | Nossa Senhora das Dores                              | 2         |
| Santiago    | Praia Urbano                                         | 11        |
| Santiago    | Praia Rural 1                                        | 3         |
| Santiago    | Praia Rural 2                                        | 2         |
| Santiago    | Santa Catarina                                       | 8         |
| Santiago    | São Salvador do Mundo                                | 2         |
| Santiago    | Santo Amaro Abade/São Miguel                         | 6         |
| Santiago    | São Lourenço dos Órgãos/Santiago Maior               | 5         |
| Santo Antão | Nossa Senhora do Livramento/Nossa Senhora do Rosário | 2         |
| Santo Antão | Santo Crucifixo/São Pedro Apóstolo                   | 3         |
| Santo Antão | Santo António das Pombas                             | 2         |
| Santo Antão | Santo André                                          | 2         |
| Santo Antão | João Baptista                                        | 3         |
| São Nicolau | Nossa Senhora do Rosário                             | 3         |
| São Nicolau | Nossa Senhora do Lapa                                | 2         |
| São Vicente | São Vicente                                          | 12        |
| Total       | Total                                                | 83        |

## Resultados

### Resultado general
|  | 94.87 % |

|  | 5.13 % |

|  | 99.59 % |

|  | 0.41 % |

|  | 100.00 % |

|  | 68.87 % |

### Diputados electos
| Distrito electoral                            | Partido | Partido | Diputado                                   |
| --------------------------------------------- | ------- | ------- | ------------------------------------------ |
| Praia Urbano                                  |         | PAICV   | Aristides Maria Pereira                    |
| Praia Urbano                                  |         | PAICV   | Tito Lívio Santos de Oliveira Ramos        |
| Praia Urbano                                  |         | PAICV   | José Brito                                 |
| Praia Urbano                                  |         | PAICV   | Orlando José Mascarenha                    |
| Praia Urbano                                  |         | PAICV   | Carlos Albertino Barreto de Carvalho Veiga |
| Praia Urbano                                  |         | PAICV   | Dario Laval Rezende Dantas dos Reis        |
| Praia Urbano                                  |         | PAICV   | Paula Maria Fortes                         |
| Praia Urbano                                  |         | PAICV   | Fátima José Sapinho Gomes Monteiro         |
| Praia Urbano                                  |         | PAICV   | Eduardo Alberto Gomes Rodrigues            |
| Praia Urbano                                  |         | PAICV   | Silvino Sousa                              |
| Praia Urbano                                  |         | Ind.    | Carlos Alberto Wahnon de Carvalho Veiga    |
| Praia Rural I                                 |         | PAICV   | Bartolomeu Lopes Varela                    |
| Praia Rural I                                 |         | PAICV   | Joana Lopes Cabral                         |
| Praia Rural I                                 |         | PAICV   | Carlos Barros Frederico                    |
| Praia Rural II                                |         | PAICV   | José Gomes da Veiga                        |
| Praia Rural II                                |         | PAICV   | Edmundo Lopes Pereira                      |
| Santa Catarina, Santiago                      |         | PAICV   | Pedro de Verona Rodrigues Pires            |
| Santa Catarina, Santiago                      |         | PAICV   | David Hopffer de Cordeiro Almada           |
| Santa Catarina, Santiago                      |         | PAICV   | Duete Alcides Alfama                       |
| Santa Catarina, Santiago                      |         | PAICV   | Marcelino Rodrigues Fernandes              |
| Santa Catarina, Santiago                      |         | PAICV   | Regino Varela                              |
| Santa Catarina, Santiago                      |         | PAICV   | António Lopes Varela                       |
| Santa Catarina, Santiago                      |         | PAICV   | Felipe Andrade Soares de Carvalho          |
| Santa Catarina, Santiago                      |         | PAICV   | Eduardo Galina Monteiro                    |
| São Salvador do Mundo                         |         | PAICV   | Francisco Moreira Correia                  |
| São Salvador do Mundo                         |         | PAICV   | Eduardo Monteiro                           |
| S. João Baptista/Santa Isabel                 |         | PAICV   | Herculano Adelaide Vieira                  |
| S. João Baptista/Santa Isabel                 |         | PAICV   | Aristides Raimundo Lima                    |
| S. João Baptista/Nossa Senhora do Monte       |         | PAICV   | Luís de Matos Monteiro da Fonseca          |
| S. João Baptista/Nossa Senhora do Monte       |         | PAICV   | José Maria Gonçalves de Barros             |
| Nª.S.ª da Ajuda                               |         | PAICV   | José Eduardo Dantas Ferreira Barbosa       |
| Nª.S.ª da Ajuda                               |         | PAICV   | Sidónio Fontes Lima Monteiro               |
| Nª.S.ªda Conceição/Santa Catarina             |         | PAICV   | José Eduardo da Figueiredo Araújo          |
| Nª.S.ªda Conceição/Santa Catarina             |         | PAICV   | Silvestre Pina Ribeiro                     |
| Nª.S.ªda Conceição/Santa Catarina             |         | PAICV   | Atelano João de Henrique Dias da Fonseca   |
| Nª.S.ªda Conceição/Santa Catarina             |         | PAICV   | Maria da Graça Cardoso Vieira de Andrade   |
| S. Lourenço                                   |         | PAICV   | Maria das Dores Silveira                   |
| S. Lourenço                                   |         | PAICV   | Manuel da Luz Alves                        |
| Nossa Senhora da Luz                          |         | PAICV   | Joaquim Pedro Silva                        |
| Nossa Senhora da Luz                          |         | PAICV   | Terêncio Africano Cardoso da Silva         |
| Nossa Senhora das Dores                       |         | PAICV   | Osvaldo Lopes da Silva                     |
| Nossa Senhora das Dores                       |         | PAICV   | Carlos de Firmino Monteiro Lopes           |
| São Lourenço dos Órgão/Santiago Maior         |         | PAICV   | Olívio Melício Pires                       |
| São Lourenço dos Órgão/Santiago Maior         |         | PAICV   | Adriano Andrade Freire                     |
| São Lourenço dos Órgão/Santiago Maior         |         | PAICV   | Frutuoso Assunção Lopes de Carvalho        |
| São Lourenço dos Órgão/Santiago Maior         |         | PAICV   | Benvindo Gomes Tavares                     |
| São Lourenço dos Órgão/Santiago Maior         |         | PAICV   | Tomé Varela Silva                          |
| Santo Amaro Abade/S. Miguel                   |         | PAICV   | João Pereira Silva                         |
| Santo Amaro Abade/S. Miguel                   |         | PAICV   | André Pires                                |
| Santo Amaro Abade/S. Miguel                   |         | PAICV   | Carolino Henrique Fortes Dias              |
| Santo Amaro Abade/S. Miguel                   |         | PAICV   | Maria da Luz Freire de Andrade             |
| Santo Amaro Abade/S. Miguel                   |         | PAICV   | Jorge de Pina Lopes                        |
| Santo Amaro Abade/S. Miguel                   |         | PAICV   | Octávio Ramos Tavares                      |
| Nª.S.ª do Livramento/Nossa Senhora do Rosário |         | PAICV   | Honório Chantre Fortes                     |
| Nª.S.ª do Livramento/Nossa Senhora do Rosário |         | PAICV   | Jorge de Oliveira Lima                     |
| Santo Crucifixo/S. Pedro Apóstolo             |         | PAICV   | André Corsino Tolentino                    |
| Santo Crucifixo/S. Pedro Apóstolo             |         | PAICV   | Ovídio Gomes Fernandes                     |
| Santo Crucifixo/S. Pedro Apóstolo             |         | PAICV   | António Domingos Gonçalves                 |
| Santo António das Pombas                      |         | PAICV   | Amaro Alexandre da Luz                     |
| Santo António das Pombas                      |         | PAICV   | Joaquim Francisco Silva                    |
| Santo André                                   |         | PAICV   | Leão José Mendes Barreto                   |
| Santo André                                   |         | PAICV   | Maria Serafina Rocha Alves Soares          |
| João Baptista                                 |         | PAICV   | Júlio César de Carvalho                    |
| João Baptista                                 |         | PAICV   | Domingos António Lopes                     |
| João Baptista                                 |         | PAICV   | José Joaquim Lima                          |
| Nossa Senhora do Rosário                      |         | PAICV   | Aguinaldo Lisboa Ramos                     |
| Nossa Senhora do Rosário                      |         | PAICV   | Carlos Raimundo Eusébio Gomes              |
| Nossa Senhora do Rosário                      |         | PAICV   | Adelino Manuel Silva                       |
| Nossa Senhora da Lapa                         |         | PAICV   | Irineu Fileto Brito Gomes                  |
| Nossa Senhora da Lapa                         |         | PAICV   | António José Cabral                        |
| Nossa Senhora da Luz                          |         | PAICV   | Abílio Augusto Monteiro Duarte             |
| Nossa Senhora da Luz                          |         | PAICV   | Silvino Manuel da Luz                      |
| Nossa Senhora da Luz                          |         | PAICV   | Crispina Almeida Gomes                     |
| Nossa Senhora da Luz                          |         | PAICV   | Adriano da Cruz Brito                      |
| Nossa Senhora da Luz                          |         | PAICV   | Jorge Alberto Brito                        |
| Nossa Senhora da Luz                          |         | PAICV   | Augusto António Costa Júnior               |
| Nossa Senhora da Luz                          |         | PAICV   | Júlio Smith de Carvalho Vera Cruz          |
| Nossa Senhora da Luz                          |         | PAICV   | Maria Helena Ramos Évora Santos            |
| Nossa Senhora da Luz                          |         | PAICV   | Armanda Alcina Mendes Fonseca Torres       |
| Nossa Senhora da Luz                          |         | PAICV   | Rolando Vera Cruz Martins                  |
| Nossa Senhora da Luz                          |         | PAICV   | António Manuel Neves                       |
| Nossa Senhora da Luz                          |         | PAICV   | Júlio Ascensão Silva                       |
| Fuente: Parlamento de Cabo Verde              |         |         |                                            |